# 薛瑄
薛瑄（1389年—1464年），字德溫，號敬軒，山西河津縣人（今河津市），明朝政治人物、理學家。永樂庚子解元，聯捷進士。官至禮部右侍郎兼翰林院學士。

## 生平
薛瑄生於書香世家，祖父薛仲義“通經術，以元末不仕，教授鄉里”。父薛貞曾任元氏縣儒學教諭。
薛瑄幼時聰穎，入私塾學習《詩》、《書》，日記千百言。因其父改官河南鄢陵，便補當地縣學生。永樂十八年（1420年），薛瑄參加河南鄉試，高中第一名，次年聯捷辛丑科進士。宣德三年授官御史，宣德四年（1429年）至七年（1432年）任湖广道监察御史、出使辰州，並監理湖廣銀場（在湘西沅州）這一肥缺，期間以查辦銀礦官員營私舞弊聞名，「在沅凡三年余,所至多惠政」。
因繼母去世歸返。正统初年，任山東提學僉事，升大理寺左少卿。當時王振權傾朝野，薛瑄見之不拜，得罪王振，被逮捕下錦衣衛詔獄，以貪污受賄罪名判處死刑。處斬前夕，王振一位老僕人在廚房流淚，王振問他為什麼哭，僕說：“聽聞今日薛先生要處死。”王振大為震動。後經兵部侍郎王偉等申救，得以免死。
景帝嗣位，經由給事中程信推薦，起用為大理寺丞。景泰二年，推南京大理寺卿。英宗復辟，拜為禮部右侍郎兼翰林院學士，入閣參預機要事務。因見石亨、曹吉祥亂政，上疏請求告老還鄉。天順八年（1464年）六月卒，年七十二。贈禮部尚書，謚文清。隆慶六年（1572年），從祀孔廟。《明史》有傳。

## 著作
瑄好“程朱理學”，曾言“自考亭（朱熹）以還，斯道已大明，毋煩著作，直須躬行耳。”著有《讀書錄》、《薛文清集》等集，今人輯有《薛瑄全集》。

## 外部連結
- 薛瑄 （页面存档备份，存于） 運城名人